# 创造论与科学
创造论與進化論的爭議是有關生命起源是用创造论或是進化論（智能設計）來詮釋的爭議，也和人類、地球甚至宇宙起源有關，是經常出現的文化，政治和神學的爭議。此處的「创造论」一般專指基督教中的創造論，也就是相信聖經創世紀所記載：人類、生物、地球及宇宙是由上帝所創造，而進化論則認為生物及人類是因著生物世代之間的變異現象，由其他物種演變而來，是科學界的主流理論。目前對生物與人類起源的問題，存在有強烈的科學共識支持演化論。絕大多數的科學社群和學術團體，都認為演化論是唯一能完全滿足在生物學、古生物學、分子生物學、遺傳學、人類學及其他各領域中所觀察到的現象的理論。一項在1991年所作的蓋洛普民調顯示，只有大約5%的科學家（包括生物學領域以外的其他科學家）認為自己是創造論者。截至目前為止，沒有任何反對演化論且經過科學方面同行審查的論文，名列科學與醫學期刊搜尋引擎PubMed當中；但在學術界以外的地方，依舊有許多人相信演化論以外的其他解釋。一項2009年由皮尤研究中心做的調查顯示，「幾乎所有的科學家（97%）都認為，人類和其他的動物是透過演化而變成現在的樣子的，87%的科學家認為，這過程是自然發生的，包含了諸如天擇等的過程；然而科學界的主流觀點，也就是生物是透過天擇等過程演化來的這點，並非一般大眾普遍的看法，只有大約三分之一（32%）的民眾相信演化論。」
创造论與進化論的爭議在美國是很大的議題，在歐洲和其他地區也造成一些爭議，亦被視為是文化战争的一部份。